# Ilhas Chandeleur
As ilhas Chandeleur são um arquipélago desabitado de ilhas barreira no Golfo do México, ao largo da costa da Louisiana. Formam uma barreira de cerca de 80 km de comprimento e são compostas por 7 ilhas principais
- North Chandeleur Islands:
  - Chandeleur Island (a mais extensa)
  - North Island
  - New Harbor Island
  - Freemason Island
- South Chandeleur Islands :
  - Curlew Island
  - Grand Gosier Island
  - Breton Island

As ilhas foram formadas há mais de dois mil anos no delta do Mississippi. As ilhas foram assim designadas no final do século XVII pelos colonos franceses durante a exploração do rio pelo explorador Pierre Le Moyne d'Iberville (1661-1706) que descobriu as ilhas no dia anterior ao festival religioso da Candelária, em 1 de fevereiro de 1700.
O arquipélago é um importante ponto de migração para muitas aves no caminho para o sul, e são uma área privilegiada de pântano e floresta. As ilhas foram protegidas como reserva natural em 1904. Trata-se do segundo santuário de aves mais antigo do sistema norte-americano National Wildlife Refuge.

## Imagens

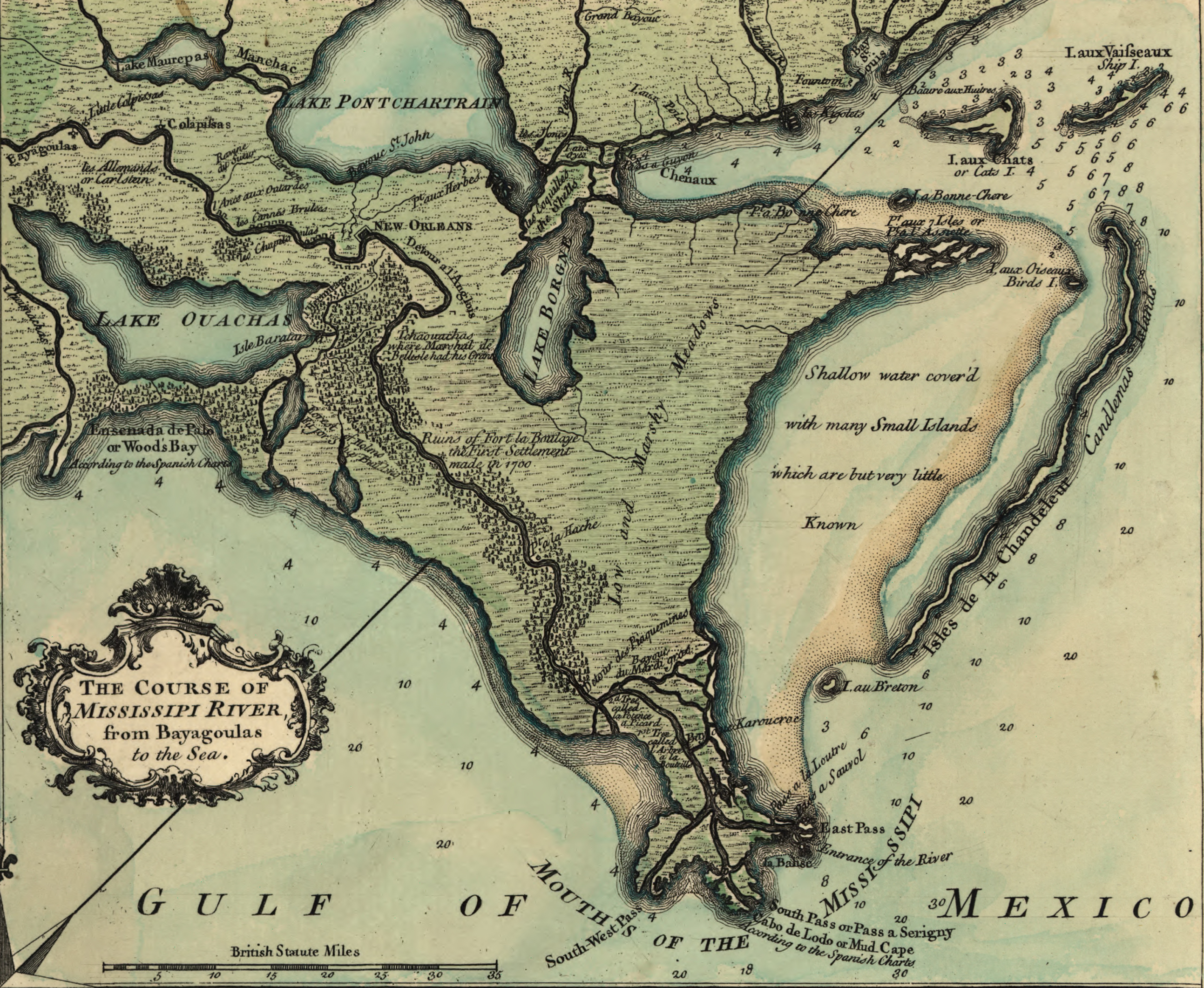
Carta de 1720
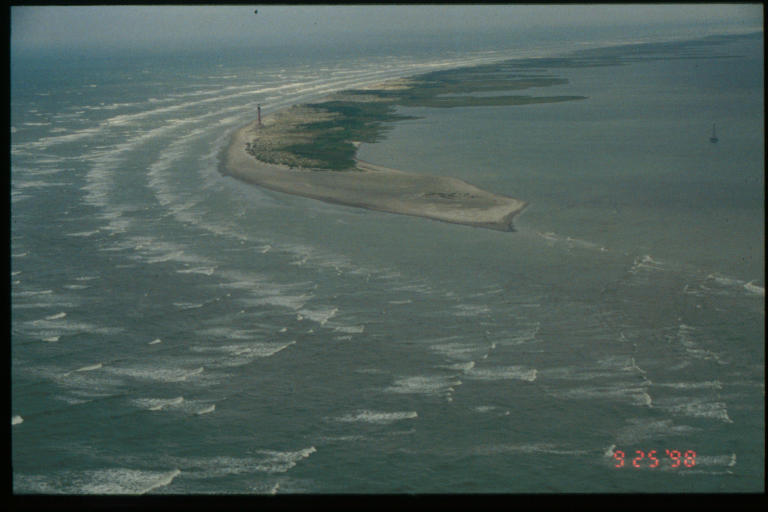
Ponta norte e farol
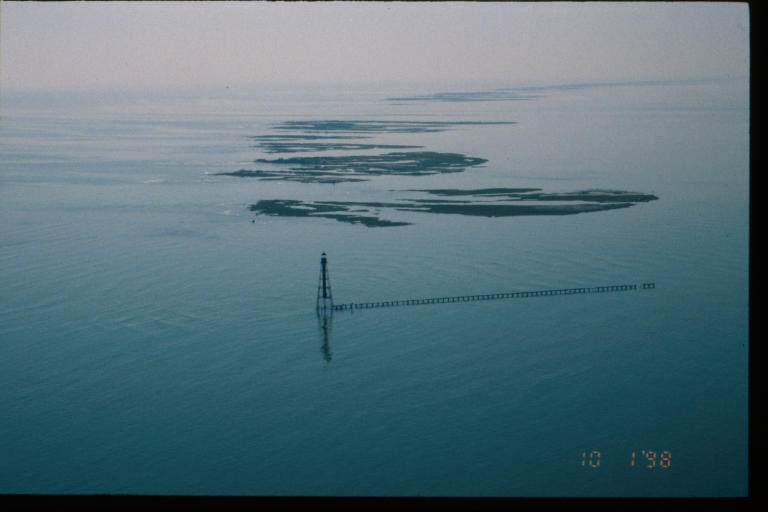
Após o furacão Georges (1989)
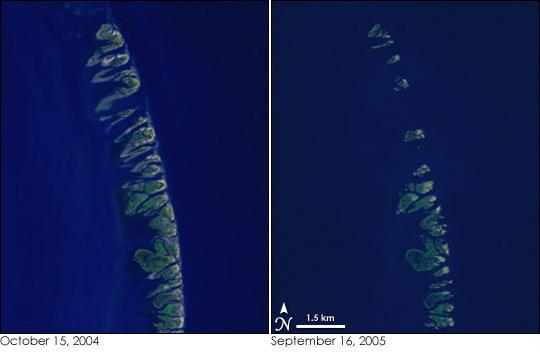
Antes e depois do furacão Katrina (2005)